# نادي خدمات الشاطئ
نادي خدمات الشاطئ تأسس نادي خدمات الشاطئ سنة 1951م مع سبعة أندية أخرى في مخيمات القطاع.

## انجازات
| البطولة                  | عدد الحصول عليها | عدد مرات الوصافة | سنوات الفوز باللقب | سنوات الوصافة |  |
| ------------------------ | ---------------- | ---------------- | ------------------ | ------------- |  |
| الدوري الفلسطيني الممتاز | 1                | 1                | 1983–84            | 2019–20       |  |
| كأس قطاع غزة             | 1                | 1                | 1985–86            | 2013          |  |

- حصل نادي خدمات الشاطئ على بطولة الدوري لعام 1984م في كرة القدم بقيادة المدرب القدير نمر أبو المعزة .
- حصل نادي خدمات الشاطئ على بطولة كأس القطاع لعام 1985 م في لعبة كرة القدم بقيادة المدرب القدير صبحي عوض .
- حصل نادي خدمات الشاطئ على كأس السوبر في كرة القدم بين بطل غزة وبطل الضفة الغربية نادي شباب الخليل سنة 1986
- حصل نادي خدمات الشاطئ على ثلاثة بطولات رمضانية في لعبة كرة القدم على مستوى أندية مدينة غزة سنة 1995 م.
- حصل نادي خدمات الشاطئ على بطولة ( حوار وتسامح ) والتي نظمها نادي غزة الرياضي في لعبة كرة القدم لأندية قطاع غزة سنة 2009
- حصل نادي خدمات الشاطئ على بطولة ( شهداء الشاطئ لكرة السلة ) وذلك عام 2003 م .

## أنشطة المركز
- يقوم المركز في تلبية رسالته التنموية من خلال تنفيذ النشاطات الثقافية، المكتبية، حملات النظافة التطوعية، الحملات الصحية المجانية، مساندة الفرق الرياضية ودعمها فنياً، المساهمة في دعم الحالات الاجتماعية، المساهمة في تطوير الخدمات العامة في المنطقة.[1]